# Třída Ariete
Třída Ariete byla třída torpédovek Italského královského námořnictva z éry druhé světové války. Celkem bylo postaveno 16 jednotek této třídy. Pouze jedna však byla dokončena před italskou kapitulací, přičemž ostatní byly po ukořistění Němci zařazeny do Kriegsmarine. Za války jich bylo 13 ztraceno. Trojice přeživších torpédovek byla po válce předána Jugoslávii.

## Stavba
V zásadě se jednalo o zvětšenou verzi třídy Spica, která měla sloužit zejména ve funkci eskortních torpédoborců. Posílena byla protiletadlová a torpédová výzbroj, naopak počet 100mm kanónů byl redukována na dva. Původně byla  plánována stavba 42 jednotek této třídy, kvůli nedostatku materiálu a pracovních sil jich bylo rozestavěno pouze 16 kusů. Do italské kapitulace v září 1943 byla dokončena pouze prototypová jednotka Ariete. Ostatní rozestavěná plavidla ukořistila německá Třetí říše, přičemž třináct se jich za války podařilo dokončit a zařadit do německé Kriegsmarine. Dvě jednotky byly dokončeny až po válce.
Jednotky třídy Ariete:
| Jméno                   | Loděnice       | Zahájení stavby | Spuštěna          | Přijetí do služby | Osud |
| ----------------------- | -------------- | --------------- | ----------------- | ----------------- | --- |
| TA42 (ex Alabarda)      | CRDA, Terst    | 1943            | 7. května 1944    | září 1944         | Dne 21. března 1945 v Benátkách potopena britským letectvem.                                                                 |
| Ariete                  | Ansaldo, Janov | 1942            | 6. března 1943    | srpen 1943        | Po italské kapitulaci zůstala pod kontrolou italského námořnictva. Roku 1949 předána Jugoslávii jako Durmitor. Vyřazen 1963. |
| TA24 (ex Arturo)        | Ansaldo, Janov | 1942            | 27. března 1943   | říjen 1943        | Dne 18. března 1945 u Janova potopena britským torpédoborcem HMS Meteor.                                                     |
| TA27 (ex Auriga)        | Ansaldo, Janov | 1942            | 15. dubna 1943    | prosinec 1943     | Dne 9. června 1944 v Portoferraio potopena britským letectvem.                                                               |
| TA47 (ex Balestra)      | CNQ, Rijeka    | 1942            | 4. října 1947     | 1949              | Dne 20. února 1945 v loděnici poškozena náletem. Roku 1948 předána Jugoslávii jako Uchka. Vyřazen 1968.                      |
| TA39 (ex Daga)          | CRDA, Terst    | 1943            | 15. července 1943 | březen 1944       | Poškozen minou. Dne 16. října 1944 se v Egejském moři potopen vlastní posádkou.                                              |
| TA30 (ex Dragone)       | Ansaldo, Janov | 1942            | 14. srpna 1943    | květen 1945       | Dne 15. června 1944 potopena americkými torpédovými čluny PT.                                                                |
| TA29 (ex Eridano)       | Ansaldo, Janov | 1942            | 12. července 1943 | březen 1944       | Dne 18. března 1945 u Janova potopena britskými torpédoborci Meteor a HMS Lookout.                                           |
| TA46 (ex Fionda)        | CNQ, Rijeka    | 1942            | 31. ledna 1946    | –                 | Dne 20. února 1945 v loděnici poškozena náletem. Roku 1948 předána Jugoslávii jako Velebit. Nedokončena.                     |
| TA37 (ex Gladio)        | CRDA, Terst    | 1943            | 15. června 1943   | leden 1944        | Dne 7. října 1944 potopena u Soluně britskými torpédoborci HMS Termagant a HMS Tuscan.                                       |
| TA41 (ex Lancia)        | CRDA, Terst    | 1943            | 7. května 1944    | září 1944         | Dne 2. února 1945 vážně poškozena britským letectvem na Terst. Dne 1. května 1945 v Terstu potopena vlastní posádkou.        |
| TA40 (ex Pugnale)       | CRDA, Terst    | 1943            | 1. srpna 1943     | říjen 1944        | Dne 2. února 1945 vážně poškozena britským letectvem na Terst. Dne 4. května 1945 v Terstu potopena vlastní posádkou.        |
| TA28 (ex Rigel)         | Ansaldo, Janov | 1942            | 22. května 1943   | leden 1944        | Dne 4. září 1944 potopena v Janově americkým letectvem.                                                                      |
| TA38 (ex Spada)         | CRDA, Terst    | 1943            | 1. července 1943  | únor 1944         | Ve Volosu poškozena minou. Dne 13. října 1944 potopena vlastní posádkou.                                                     |
| TA45 (ex Spica)         | CNQ, Rijeka    | 1942            | 30. ledna 1944    | září 1944         | Dne 13. dubna 1945 potopena u Rijeky britskými torpédovými čluny.                                                            |
| TA36 (ex Stella Polare) | CNQ, Rijeka    | 1942            | 1. dubna 1944     | leden 1944        | Dne 18. března 1944 se u Rijeky potopila na mině.                                                                            |

## Konstrukce
Hlavňovou výzbroj torpédovky Ariete představovaly dva 100mm kanóny a deset 20mm kanónů. Dále byly neseny dva trojité 450mm torpédomety. K ničení ponorek sloužily dva vrhače hlubinných pum. Pohonný systém tvořily dva tříbubnové kotle a dvě parní turbíny Parsons o výkonu 22 000 shp, pohánějící dva lodní šrouby. Nejvyšší rychlost dosahovala 31,5 uzlu. Dosah byl 1500 námořních mil při rychlosti 16 uzlů.

### Modifikace
Pro německé námořnictvo dokončená plavidla měla různé složení protiletadlové výzbroje, obvykle dvanáct 20mm kanónů. Byla také vybavena radarem.

## Zahraniční uživatelé
Německá říše
- Kriegsmarine – po italské kapitulaci Němci ukořistili 15 rozestavěných torpédovek této třídy. Do konce války se jim podařilo 13 dokončit. Všechny byly za války potopeny. Zbývající dvě plavidla byla v loděnici poškozena náletem a po válce předána Jugoslávii.[2][3]

 Jugoslávie
- Jugoslávské námořnictvo – roku 1948 získalo nedokončené torpédovky Uchka (ex TA47, Balestra) a Velebit (ex TA46, Fionda), přičemž dokončit se  podařilo pouze první z nich. Roku 1949 byla získána ještě torpédovka Durmitor (ex Ariete). Vyřazeny byly do roku 1968.[4]